# Policía estatal de Campeche
Las Policía Estatal de Campeche es un cuerpo policial encargado de la seguridad y preservar la integridad de las personas, además de vigilar y patrullar de manera permanente y constante tratando de cubrir el mayor territorio posible del estado mexicano de Campeche.
Opera a través de la Secretaría de Protección y Seguridad Ciudadana, órgano centralizado de la administración pública estatal cuya cabeza es la Gobernadora de Campeche.

## Actividades
La función principal es la de este organismo es la de salvaguardar la integridad de los ciudadanos, índices de delincuencia e impunidad permanentemente bajos, con una excelente relación entre la comunidad y un sistema de seguridad altamente profesional y efectivo. También se encarga de coordinar el fortalecimiento del Sistema Estatal de Seguridad Pública, en la realización y financiamiento de todas aquellas actividades que contribuyan a la prevención de conductas ilícitas, persecución de delitos, promoción de la participación ciudadana en la evaluación de políticas e instituciones de seguridad pública y coadyuvancia en el cumplimiento del Programa Estatal de Seguridad Pública, con el propósito de salvaguardar la integridad y los derechos de las personas, así como preservar la libertad, el orden y la paz públicos.
A nivel nacional, las fuerzas estatales de Campeche, ocupa el primer lugar en certificación de elementos a nivel nacional, con el cien por ciento de los elementos certificados en controles de confianza, además de ser uno de los estados con menor percepción de inseguridad en el país. También los oficiales se encuentran entre los mejores pagados en el país, a pesar de que su salario ha estado estancado por varios años. además de que en el año 2019 ningún oficial falleció de manera violenta, siendo el único estado donde se registró este fenómeno.